# Нікколо ді Сер Соццо
Нікколо ді Сер Соццо (*Niccolo di Ser Sozzo, д/н —†1363) — італійський художник сієнської школи початку Проторенессансу.

## Життєпис
Походження Нікколо ді Сер Соццо досі залишається неясним. За одним документам він міг бути сином сієнського нотаріуса сер Соццо ді Франческо Тельяччі, за іншими — сином якогось художника-мініатюриста сер Соццо ді Стефано, роботи якого невідомі. Так чи інакше, але в 1348 році ім'я Нікколо ді Сер Соццо вперше з'являється в сієнських документах як боржника місцевої комуни. Відомо також про точну дату його смерті — 1363 рік, його ім'я згадується у сієнській «Книзі художників» (похований в Сан Доменіко 15 червня).

## Творчість
Сьогодні відомі два твори, на яких стоять підписи Нікколо ді Сер Соцці, — це мініатюра «Вознесіння Марії», що прикрашає реєстр міських документів Сієни, і поліптих «Мадонна з немовлям і чотирма святими» (1362) з Пінакотеки міста Сієна, на якому крім підпису Нікколо стоїть і підпис Лука ді Томме, що означає, що цей поліптих вони створювали разом.
Крім двох цих творів пензля Нікколо приписують ще кілька мініатюр в манускриптах, і станкових картин. В мініатюрах Нікколо ді Сер Соццо відчувається вплив флорентійського живопису, проте його станкові твори повністю відповідають стилю сієнської школи. Ці роботи — продовження традиції Сімоне Мартіні. Серед приписуваних його авторству робіт можна є три варіанти «Мадонни з немовлям» (Галерея Уффіцці, колекція Семюела Кресса, колекція Пола Гетті), а також тріптих «Успіння Богоматері» (Бостон, Музей образотворчих мистецтв).